# Chagaj Mejrom
Chagaj Mejrom (hebrejsky: חגי מירום) je izraelský politik a bývalý poslanec Knesetu za stranu Ma'arach, Stranu práce a stranu Mifleget ha-Merkaz (Strana středu).

## Biografie
Narodil se 23. září 1946 ve městě Afula. Sloužil v izraelské armádě, kde získal hodnost kapitána (Seren). Vystudoval právo na Telavivské univerzitě. Pracoval pak jako právník a agronom. Hovoří hebrejsky a anglicky.

## Politická dráha
Byl generálním tajemníkem mládežnického hnutí ha-No'ar ha-Oved ve-ha-Lomed a členem soudního dvora při odborové centrále Histadrut. Působil v sekretariátu Kibucového hnutí. Zastával i stranické posty ve Straně práce.
V izraelském parlamentu zasedl poprvé po volbách v roce 1988, v nichž kandidoval za stranu Ma'arach, do které se tehdy sdružila i Strana práce. Byl členem výboru ústavy, práva a spravedlnosti, výboru pro drogové závislosti, výboru pro zahraniční záležitosti a obranu, výboru House Committee a výboru pro vzdělávání a kulturu. Mandát obhájil po volbách v roce 1992, nyní už za samostatně kandidující Stranu práce. Byl členem výboru ústavy, práva a spravedlnosti, výboru pro zahraniční záležitosti a obranu (tomu i předsedal) a výboru House Committee (tomu rovněž předsedal). Kromě toho byl předsedou podvýboru pro lidské zdroje a vzdělávání v izraelské armádě a společného výboru pro rozpočet Knesetu.
Zvolení se dočkal i ve volbách v roce 1996. Zasedal jako člen ve výboru pro zahraniční záležitosti a obranu, ve výboru ústavy, práva a spravedlnosti a ve výboru House Committee. V roce 1999 se odtrhl od mateřské strany a přešel do nově vznikající formace Mifleget ha-Merkaz (Strana středu). Za ní šel do voleb v roce 1999, ale mandát nezískal.